# Ołeh Bojczyszyn
Ołeh Iwanowycz Bojczyszyn, ukr. Олег Іванович Бойчишин (ur. 12 sierpnia 1973 roku we Lwowie) – ukraiński piłkarz, grający na pozycji obrońcy, trener piłkarski.

## Kariera piłkarska

### Kariera klubowa
Wychowanek Szkoły Sportowej Karpaty Lwów. W 1992 rozpoczął karierę piłkarską w rodzimym klubie Karpaty Lwów, jednak rzadko wychodził na boisko. W 1996 został piłkarzem Wołyni Łuck, skąd wrócił w następnym roku do FK Lwów. W 1998 przeszedł do Podillia Chmielnicki. W sezonie 2000/01 bronił barw zespołu Sokił Złoczów, po czym przeniósł się do klubu Frunzeneć-Liha-99 Sumy, w którym zakończył karierę piłkarza w 2001.

### Kariera reprezentacyjna
W 1993 rozegrał jeden mecz w składzie młodzieżowej reprezentacji Ukrainy.

## Kariera trenerska
Najpierw pomagał szkolić dzieci w Szkole Sportowej Karpaty Lwów. W sezonie 2011/12 trenował zespół Karpaty-2 Lwów. Następnie pracował w estońskim Santos Tartu. Od 2016 do maja 2017 roku pracował w sztabie szkoleniowym litewskiego Utenisu Uciana, z przerwami prowadząc klub. 21 listopada 2017 roku został mianowany na stanowisko głównego trenera klubu Karpaty Lwów. 16 sierpnia 2018 roku został z niego zwolniony. Od 28 listopada 2018 do 13 stycznia 2019 ponownie pełnił funkcję głównego trenera Karpat.